# هو كيه (ممثلة)
هو كيه (بالصينية: 胡可) هي ممثلة صينية، ولدت في 1 ديسمبر 1975 في جياشينغ في الصين.

## وصلات خارجية
- هو كيه على موقع IMDb (الإنجليزية)
- هو كيه على موقع قاعدة بيانات الفيلم (الإنجليزية)